# Gare de Leval (Nord)
Gare de Leval vasútállomás Franciaországban, Leval településen.

## Vasútvonalak
Az állomást az alábbi vasútvonalak érintik:
- Fives-Hirson-vasútvonal

## Kapcsolódó állomások
A vasútállomáshoz az alábbi állomások vannak a legközelebb:
- Gare d’Aulnoye-Aymeries
- Gare de Dompierre